# مسرحية الانتقام

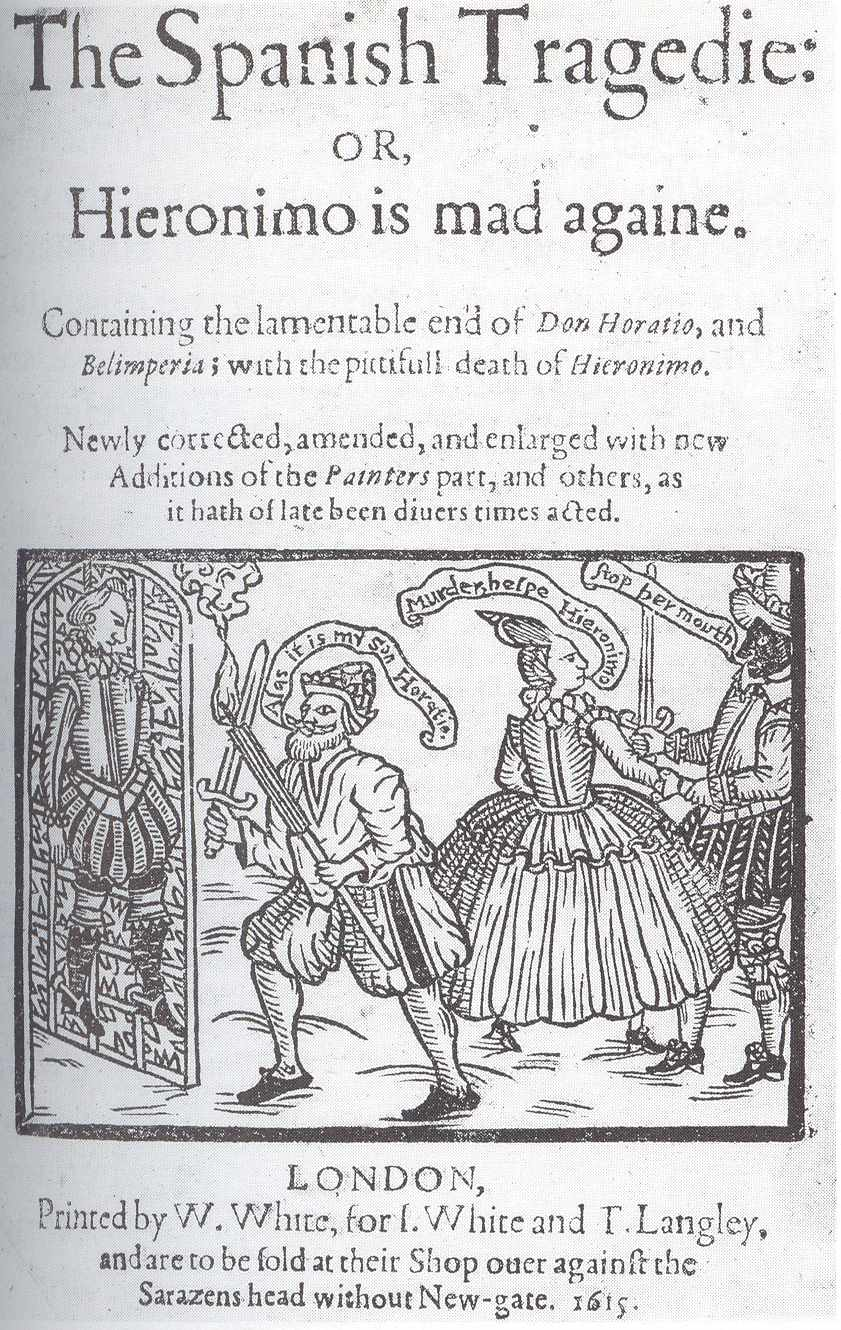

مسرحية تراجيديا الانتقام، أو الانتقام هي: نوع أدبي مسرحي يسعى فيها البطل للانتقام بسبب أذى تخيلي أو حقيقي. قُدم هذا المصطلح، تراجيديا انتقامية، للمرة الأولى عام 1900 على يد «أشلي هوراس ثورنديك» ليطلقها على فئة من المسرحيات التي كُتبت في أواخر العصر الإليزابيثي وبداية العصر اليعقوبي (من حوالي 1580 إلى 1620).

## الأصول
يتجادل معظم العلماء بأن التراجيديات الانتقامية التي كتبها شكسبير ومعاصريه نابعة من التراجيديات الرومانية، وخصوصا، من تيئسْتِس (Thyestes) التي كتبها سنكا. اتبعت تراجيديا سنكا ثلاث مواضيع رئيسية: تضارب الحظ (الطرواديات)، قصص الجريمة وشرور القتل (تيئسْتِس)، ومسرحيات عُظم فيها الفقر، العفة، والبساطة (هيبوليتوس).
صور سنكا في تيئسْتِس تداعيات الشر التي تصل لدرجة القتل. استدرج آريتوس أخيه تيئسْتِس لمدينة أرغوس تحت ذريعة الحكم المشترك، وبدلا من ذلك احتال عليه وجعله يأكل من لحم أولاده المطبوخ؛ ليحصل على انتقام دقيق منه لأنه ارتكب الزنا مع زوجته. تُعتبر جرائم سنكا (في حالة تيئسْتِس) كلها لمن يستحقون العقاب إلا إذا تابوا؛ لأنه يعتقد أن إرادة القيام بالشر تقع تماما في أيدي الفرد نفسه لذا يجب أن ينال العقاب المناسب له. أصبح هذا المنطق الأخلاقي مُعقد منذ أن صار القتل الانتقامي جريمة، تحول المنتقم لمجرم، وبالتالي هناك المطالبة بالقصاص بحق العقاب.

## محتويات المسرحيات الانتقامية
- شبح المقتول الذي يُطالب بالانتقام (هاملت، المأساة الإسبانية).
- انعكاس للكوميديا والمأساة معاً حيث يضحك الجمهور على البطل وفي الوقت نفسه يتعاطفون معه فيما يعرف ب ال Metatheatricality.
- جنون.
- قتل.
- أكل لحوم بشر.

## التاريخ/التطور
تأسست التراجيديا الانتقامية في العصر الإليزابيثي مع «المأساة الإسبانية» التي كتبها توماس كيد عام 1587. يكتشف جيروم، في هذه المسرحية، جثة ابنه هوراشيو فيقوده ذلك لنوبة جنون قصيرة، بعدما يكتشف هوية قاتل ابنه ويخطط لانتقامه من خلال مسرحية داخل مسرحية. حصل على انتقامه في هذه المسرحية، بعدها قتل نفسه. طرحت المأساة الإسبانية، من خلال طلب جيروم العدالة في وجه دولة على ما يبدو عاجزة، المشاكل الموضوعية عن «العدل العقابي» كنوع اُكتشف ونال شعبية وتطور في المرحلة الإليزابيثية واليعقوبية. يرى البعض أن التمييز والاختلاف الثقافي بين الانتقام العام والخاص هو الموضوع الأساسي ليس فقط في مأساة الانتقام الحديثة المبكرة ولكن أيضآ في كل التراجيدي االحديثة المبكرة. الجدل بين الانتقام العام والخاص هو: هل هم أبطال أم أشرار؟: هل جيروم، الشخصية التي تسعى لانتقام شخصي للحصول على العقاب بسبب القتل العمد لإبنه، شرير أم بطل ؟.
تُعتبر تايُتس اندرونيكوس التي كتبها شكسبير، يُعتقد أنها كُتبت بعد تيئسْتِس بوقت قصير، هي نموذج حديث للنوع الذي يصور الدورة الخطيرة للانتقام من خلال وضع العدل الشخصي في الصدارة حيث يمكن إيجاد المميزات النموذجية لهذا النوع في هذه المسرحية. قتل، في هذه المسرحية، تيتوس الابن الأكبر لتامورا أثناء شعائر الحرب مما أدى لإغتصاب وتشويه ابنته لافينيا. فقتل تيتوس أبناء تامورا المتبقون، حيث خبزهم وقدمهم لها كوليمة كانتقام له.
واحدة من كبرى الخلافات في التراجيديا الانتقامية هي: مسألة الانتقام الشخصي ضد الانتقام الإلهي أو العام (أي عقوبات الدولة). كتب فرانسيس بيكون في مقالته "فيما يتعلق بالانتقام"(بالإنجليزية:Of Revenge): "الخطأ الأول، يسئ للقانون، ولكن الانتقام من ذلك الخطأ، بمثابة تطبيق للقانون ولكن من خارج مكانه الصحيح. يتساوى المرء مع عدوه، بالتأكيد، عندما يأخذ ثأره، ولكن حين يسامحه يصبح أفضل منه؛ لأن العفو من شيم الأمراء.""
استكشف كتاب المسرحية، لأن هذا النوع اكتسب شعبية، مسألة العدل الشخصي والعدل العام أو عدل الدولة من خلال تقديم مجموعة متنوعة من الشخصيات الانتقامية. صنع جون مارستون، في انتقام انطونيو، شخصية إسمها باندولفو والذي يجسد الفكرة من «المأساة الإسبانية» لسنكا الرواقي. يتبع المذهب الرواقي لسنكا توازن بين الحتمية الكونية والحرية الإنسانية لتفادي سوء الحظ بدلا من الانسياق التام وراء المشاعر فقط. كشف شكسبير، في هاملت، التعقيدات بين رغبة الإنسان الجدية للانتقام في مواجهة الفلسفة الرواقية والأخلاق. يناضل هاملت للانتقام، في جميع مراحل المسرحية، لقتل والده (طلب شبح والده منه هذا الانتقام)، وبالفعل ولسوء الحظ نال هذا الانتقام في النهاية..
تسأل كتاب مسرحية آخرون في هذه الفترة عن محتويات هذا النوع من خلال محاكاة ساخرة تعكس التوقعات العامة. يبدو أن الشخصية الانتقامية فيندس، في مأساة المنتقم (بالإنجليزية: The Revenger's Tragedy) التي كُتبت بواسطة: توماس ميدلتون، هو رجل حاقد يجد متعته في الانتقام والذي يبدو كدافعه الحقيقي الذي يرغب في تحقيقه. تتبع، مأساة الملحد (بالإنجليزية: The Atheist's Tragedy) التي كتبها: سيريل تورنيور، حبكة لتجنب الانتقام من خلال شبح مونتفيرر والذي بوضوح يأمر إبنه تشارلمونت أن لا يسعى للانتقام لتفادي وضاعة العنف.

## ردود الفعل
بحث العلماء في موضوعات تراجيديا الانتقام في سياق العصر الإليزابيثي والعصر اليعقوبي كوسيلة لفهم النمو السريع لشعبيته. يرى البعض حقيقة أن المسرحيات تشكك في أخلاقية الانتقام وأخذ الفرد انتقامه بيده هو دليل على أن الجمهور يعارض أخلاقيآ هذا المفهوم. يعتقد البعض الآخر أن شعبية هذا النوع هو دليل على أن المسرحيات عبرت عن الإحباطات والرغبات من أجل العدالة ضد الحكم القمعي للجمهور.

## الأفلام
- تم عمل تعديلات عديدة على مسرحيات الانتقام، بإستثناء الأفلام المبنية على هاملت، هناك هذه الأفلام:
- «إدوارد الثاني» Edward II بواسطة ديريك جرمان.
- «تيتوس» Titus ل جوليا تيمور.
- «تراجيديا المنتقمون» Revengers Tragedy ل أليكس كوكس.
- «استبدل ميدلتون» Creating Middleton's Changeling ل ماركوس طومسون.
- «الطباخ، اللص، زوجته وعشيقها» The Cook, the Thief, His Wife & Her Lover ل بيتر غريناواي، و «دوغفيل» Dogville ل لارس فون تراير، كلاهما أعمال أصلية لنمط المسرحية الانتقامية.
- «في غرفة النوم» In the Bedroom ل تود فيلد.

## انظر أيضآ
- دراما
- تراجيديا شكسبيرية
- تراجيدية كوميدية